# أليسيا ديلغادو
أليسيا ديلغادو (بالإسبانية: Alicia Delgado)‏ هي مغنية بيروفية، ولدت في 6 مايو 1959 في Oyón, Peru ‏ في بيرو، وتوفيت في 24 يونيو 2009.

## وصلات خارجية
- الموقع الرسمي